# Young Deer's Return
Young Deer's Return è un cortometraggio muto del 1910 diretto da Fred J. Balshofer.

## Trama
John Scott, un cercatore, vende la sua miniera per una grossa somma di denaro, ed accompagnato da un gruppo di vice sceriffi inizia ad attraversare il deserto per raggiungere la ferrovia. Il gruppo viene attaccato dai banditi e tutti vengono uccisi, tranne Scott che riesce a fuggire sia pure gravemente ferito. Il giorno dopo, divorato dalla sete, cade incosciente. Viene trovato da una banda di indiani, che vorrebbero ucciderlo, ma Young Deer, un giovano indiano con cui Scott aveva stretto amicizia, lo impedisce e si prende cura di lui. Scott offre dell'oro al suo salvatore, ma l'indiano rifiuta di accettare qualsiasi ricompensa se non un orologio. Scott raggiunge la sua casa in modo sicuro ed è gioiosamente accolto da sua moglie e sua figlia. Qualche tempo dopo Young Deer frequenta la Carlisle Indian Industrial School e fa rapidi progressi. Diventa anche un campione nella squadra di baseball della scuola. La figlia di Scott si innamora di lui e Young Deer ricambia il suo affetto. Scott è furioso quando Young Deer chiede la mano di sua figlia, e offende il giovane, che in quel momento riconosce Scott, gli ricorda di avergli salvato vita e gli mostra l'orologio ricevuto in dono. Scott è sopraffatto dal rimorso e acconsente che l'indiano sposi sua figlia, ma Young Deer orgogliosamente rifiuta, torna alla sua vecchia vita, e sposa una ragazza della sua tribù (Moving Picture World).

## Produzione
Il film fu prodotto dalla Bison Motion Pictures e dalla New York Motion Picture.

## Distribuzione
Distribuito dalla Motion Picture Distributors and Sales Company, il film - un cortometraggio in una bobina - uscì nelle sale cinematografiche USA il 4 ottobre 1910. La Western Import Company lo distribuì nel Regno Unito il 26 giugno 1912 in una versione ridotta di 179,25 metri che venne proiettata con il sistema dello split reel.